# Monuments nationaux de Novi Travnik
Cet article recense les monuments nationaux situés sur le territoire de la municipalité de Novi Travnik en Bosnie-Herzégovine et dans la fédération de Bosnie-et-Herzégovine. La liste établie par la Commission pour la protection des monuments nationaux compte 9 monuments nationaux inscrits sur la liste principale.

## Monuments nationaux
| Monument                                          | Localité        | Géolocalisation | Datation                                    | Commentaire éventuel                                                          | Photo |
| ------------------------------------------------- | --------------- | --------------- | ------------------------------------------- | ----------------------------------------------------------------------------- | ----- |
| Tombe avec un stećak à Bistro                     | Bistro          |                 | Moyen Âge                                   | Stećak                                                                        |       |
| Nécropole de Kaurlaš                              | Monjići-Zagrlje |                 | Moyen Âge, période ottomane                 | Avec 45 stećci, 8 tombes cruciformes et 1 nişan (stèle ottomane)              |       |
| Nécropole d'Orašac                                | Orašac          |                 | Moyen Âge                                   | Avec 2 stèles anthropomorphes                                                 |       |
| Nécropole de Bistro                               | Bistro          |                 | Moyen Âge                                   | Avec 23 stećci                                                                |       |
| Nécropole de Maculje                              | Seona           |                 | Moyen Âge                                   | Avec 101 stećci et 16 tombes cruciformes                                      |       |
| Nécropole d'Opara                                 | Opara           |                 | Moyen Âge                                   | Avec 48 stećci                                                                |       |
| Nécropole de Sebešić                              | Sebešić         |                 | Préhistoire, Moyen Âge                      | Avec 13 stećci, 5 stèles anthropomorphes et un tumulus abritant une nécropole |       |
| Nécropole des victimes du fascisme à Novi Travnik | Novi Travnik    |                 | 1975                                        | Paysage culturel                                                              |       |
| Vieille mosquée de Šenkovići                      | Šenkovići       |                 | Fin du XVIe siècle ou début du XVIIe siècle |                                                                               |       |